# 海狮岩
海獅岩（俄语：Сивучий Камень；Sivuchiy Kamen），是位於俄羅斯遠東地區白令海科曼多尔群岛的岩礁。
它的位置在堪察加半島附近，由堪察加邊疆區負責管轄。
54°47′22″N 167°39′18″E / 54.78944°N 167.65500°E